# Kødet hindeknæ
Kødet hindeknæ (Spergularia marina, også kaldet Spergularia salina), er en art af blomstrende planter i familien Caryophyllaceae (Nellike-familien). S. marina er en etårig eller undertiden flerårig plante  med stængler op til 35 cm lang. Ligesom andre arter af hindeknæ har dens blomster hvide til lyserøde kronblade, med bægerblade der som regel længere end kronblade på 2,5–4 mm . Planterne er salttolerante og findes ved havet og i saltområder på  landet.
Kødet hindeknæ findes spredt langs de danske kyster på naturtypen Enårig strandvegetation.